# Buckingham Nicks
Buckingham Nicks es un LP de Stevie Nicks y Lindsey Buckingham. Aunque fue un fracaso comercial en su publicación en 1973, serviría como razón principal para que el dúo sea invitado a unirse a la banda Fleetwood Mac. A pesar de su posterior éxito, la grabación aún está pendiente de lanzarse en formato CD.

## Lista de canciones
1. "Crying in the Night" (Nicks) – 2:48
2. "Stephanie" (Buckingham) – 2:12
3. "Without a Leg to Stand On" (Buckingham) – 2:09
4. "Crystal" (Nicks) – 3:41
5. "Long Distance Winner" (Nicks) – 4:50
6. "Don't Let Me Down Again" (Buckingham) – 3:52
7. "Django" (John Lewis) – 1:02
8. "Races Are Run" (Nicks) – 4:14
9. "Lola (My Love)" (Buckingham) – 3:44
10. "Frozen Love" (Nicks, Buckingham) – 7:16

## Créditos

### Buckingham Nicks
- Lindsey Buckingham – guitarra, Percusión, Voz
- Stevie Nicks – Voz

### Personal adicional
- Ronnie Tutt – Batería
- Jim Keltner – Batería
- Jerry Scheff – Bajo
- Gary Hodges – Batería, percusión
- Monty Stark – Sintetizador
- Peggy Sandvig – Teclados
- Jorge Calderón – percusión
- Waddy Wachtel – guitarra adicional en "Lola (My Love)"
- Richard Hallagan – arreglos de cuerdas